# Közönséges bohóchal
A közönséges bohóchal (Amphiprion ocellaris) a sugarasúszójú halak (Actinopterygii) osztályának sügéralakúak (Perciformes) rendjébe, ezen belül a korállszirtihal-félék (Pomacentridae) családjába tartozó faj.
Az indo-csendes-óceáni térségben él ez a talán legnépszerűbb akváriumi hal. Növelte ismertségét és keresletét, hogy a nagysikerű Némó nyomában című animációs filmben főszereplő Némót és apját Pizsit is e halról formázták meg. A hal jellegzetessége, hogy élőhelyén szimbiózisban él az anemónákkal, de különösen az óriás anemónával (Heteractis magnifica) gyakori.

## Előfordulása
A trópusi tengerek lakója, 1-15 méteres mélységben. Előfordul Ázsia és Ausztrália partjainál. Elterjedési területe Északnyugat-Ausztráliától Délkelet-Ázsiáig tart, északi határa a japán szigetvilág déli része és a Rjúkjú-szigetek környéke.

## Megjelenése
A bohóchalak között békésnek számít és a kisméretűek közé tartozik. Nagysága kifejlett korára eléri a kilenc centimétert. Az ikrás nagyobbra nő mint a hím. A természetben anemónákkal (tengerirózsák) él szimbiózisban, rajtuk kis csoportokba verődik össze és a meseszép színezetét is itt nyeri el. Az anemóna csalánsejtjei elleni védekezésként a testfelszínén kocsonyás réteget képez és ez még különlegesebbé teszi a halat. Az alapszíne narancssárga vagy vöröses-barna és jellegzetessége, hogy három fehér sáv díszíti a fejét és testét. A középső fehér sáv közepe előre öblösödik és az úszói feketével szegettek.

## Életmódja
Ragadozó hal és kisebb csoportokban él, melyet egy domináns nőstény vezet, a rangsorban következik egy kiválasztott hím, míg a csoport többi tagjai elnyomott formában, de hímként élnek. Protandrikus hermafrodita faj, mely azt jelenti, hogy minden közönséges bohóchal hímként lesz ivarérett majd csak később egyes hímek váltanak nemet és lesznek nőstények. További érdekesség, hogy a bohóchalakon kialakul egy kocsonyás védőréteg, mely megvédi őket az anemónák csalánsejtjeitől. Kezdetben a fiatal példányok éppen ezért óvatosan érnek hozzá a csalánsejteket tartalmazó tapogatókarokhoz. Ilyenkor tulajdonképpen “beoltja magát” a tengerirózsa mérge ellen. Később már egyre bátrabb és végül gond nélkül úszkálhat a más fajra halált hozó karok között.

## Akváriumi tartása
A 100 literesnél nagyobb akvárium ajánlott számára. Viselkedését tekintve békés, bármilyen hallal és korallal társítható. A természetben anemónákban él csoportosan ezért az akváriumban is párban ajánlott tartani. Anemóna nélkül is jól érzi magát, bár néha beköltözik az akváriumi korallokba is. Azon kevés tengeri akváriumi hal közé tartozik, mely akváriumi körülmények között is tud szaporodni ezért tenyésztésével is foglalkoznak. Jól tűri a szennyezett vizet, viszont szállítására érzékeny. Akváriumi körülmények között gyorsan akklimatizálódik.

## Popkulturális hatás
A Némó nyomában című animációs film hatására megfigyelték azt, hogy ugrásszerűen megemelkedett a bohóchalak eladása az Amerikai Egyesült Államokban. Történt ez annak ellenére, hogy a filmben a halak háziállatként való tartása negatív felhanggal bír és a sósvizes akváriumok fenntartása sok odafigyelést és komoly anyagi ráfordítást igényel. A kereslet kielégítéséért 2003-ban Vanuatunál nagy mennyiségben halásztak ki bohóchalakat.

## Galéria

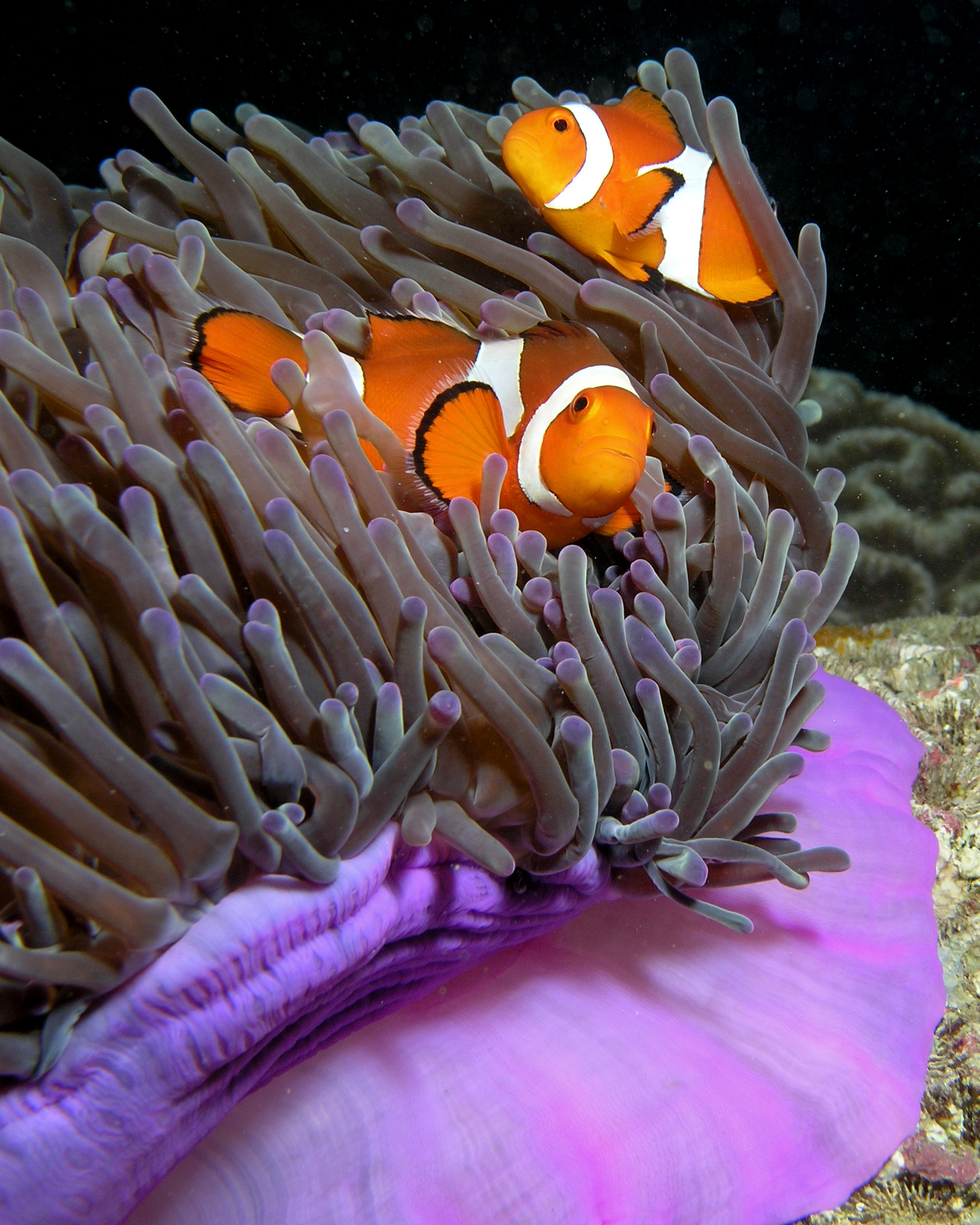
Közönséges bohóchal pár és egy óriás anemóna (Heteractis magnifica) Kelet-Timorból
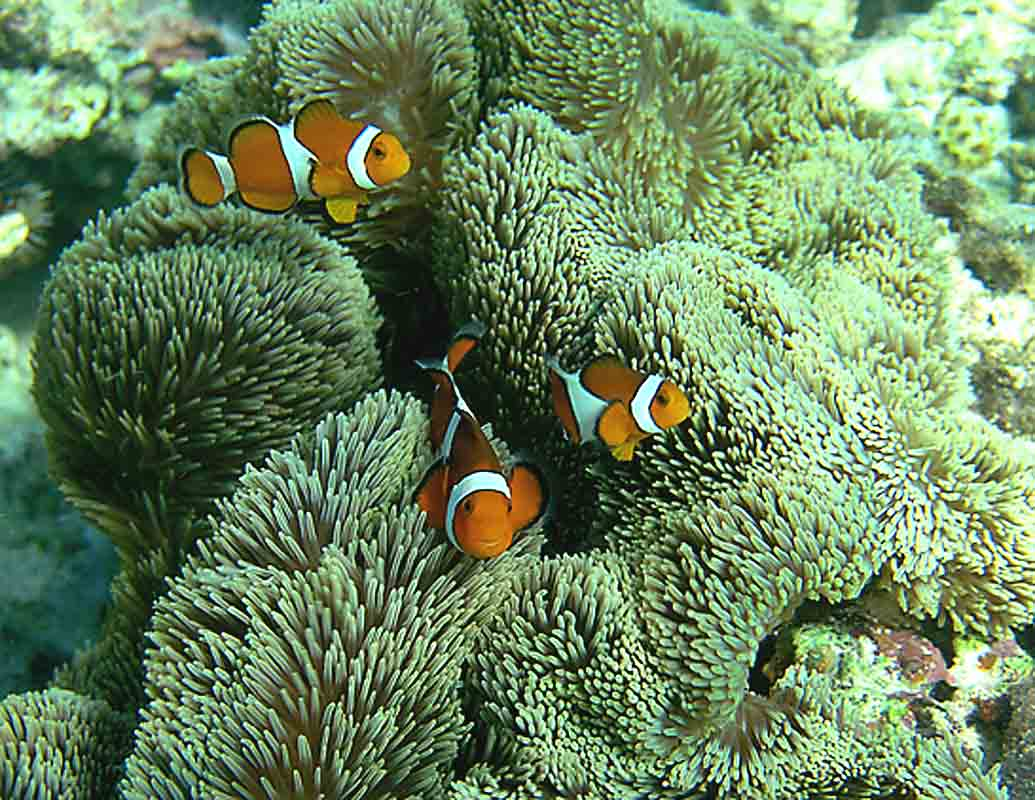
Közönséges bohóchalak és az óriás szőnyeg anemóna (Stichodactyla gigantea) Japánból
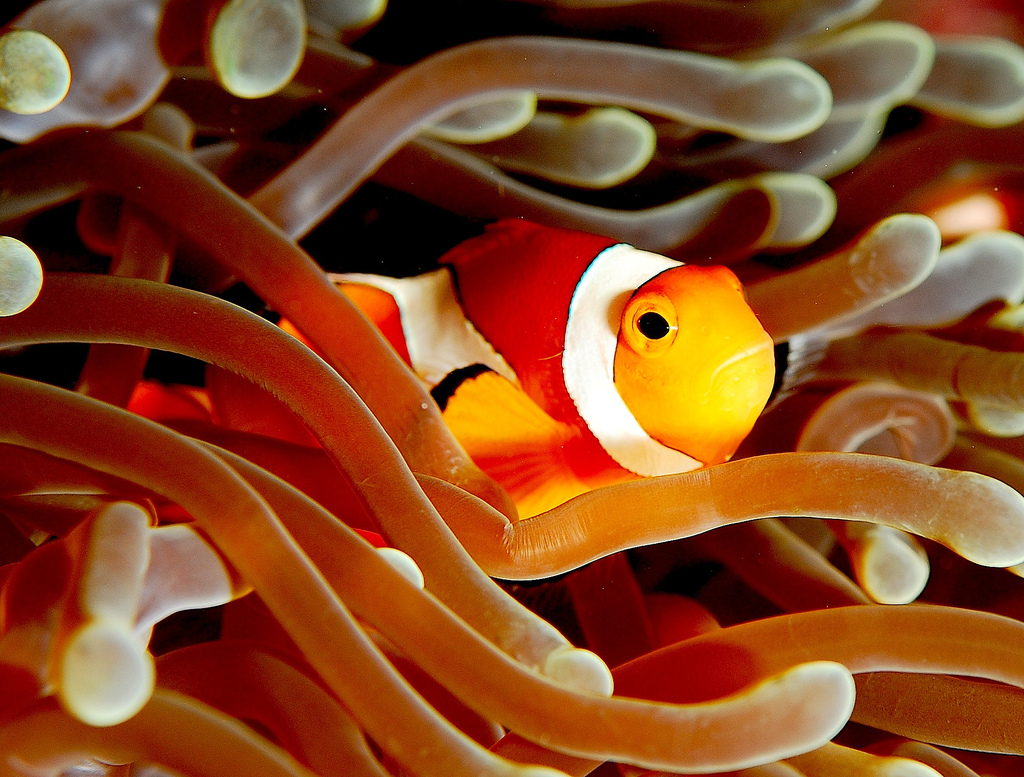
Egy közeli felvételen
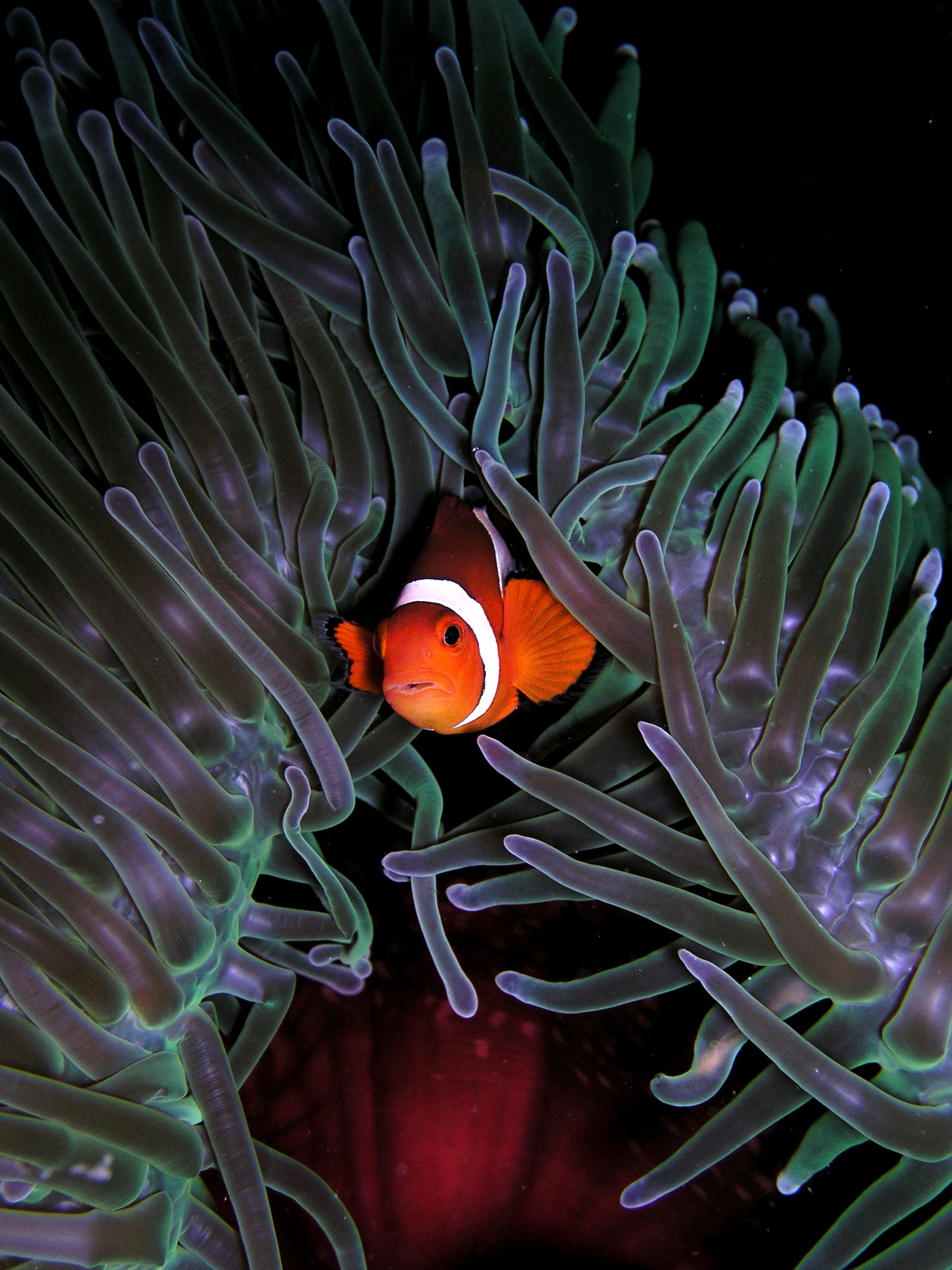
Óriás anemóna és egy közönséges bohóchal

### Internetes leírások a közönséges bohóchalról
- A faj adatlapja a FishBase oldalán. FishBase. (Hozzáférés: 2012. február 1.)
- A taxon adatlapja az ITIS adatbázisában. Integrated Taxonomic Information System. (Hozzáférés: 2012. január 30.)
- Amphiprion ocellaris Cuvier, 1830). WoRMS, World Register of Marine Species. (Hozzáférés: 2012. február 1.)
- Clown Anemonefish Amphiprion ocellaris Cuvier, 1830. BioLib.cz. (Hozzáférés: 2012. február 2.)
- Amphiprion ocellaris false clown anemonefish (angol nyelven). Encyclopedia of Life. (Hozzáférés: 2012. február 2.)
- Amphiprion ocellaris Cuvier, 1830 (angol nyelven). uBio Universal Biological Indexer and Organizer. (Hozzáférés: 2012. február 2.)